# Suizenji-Park

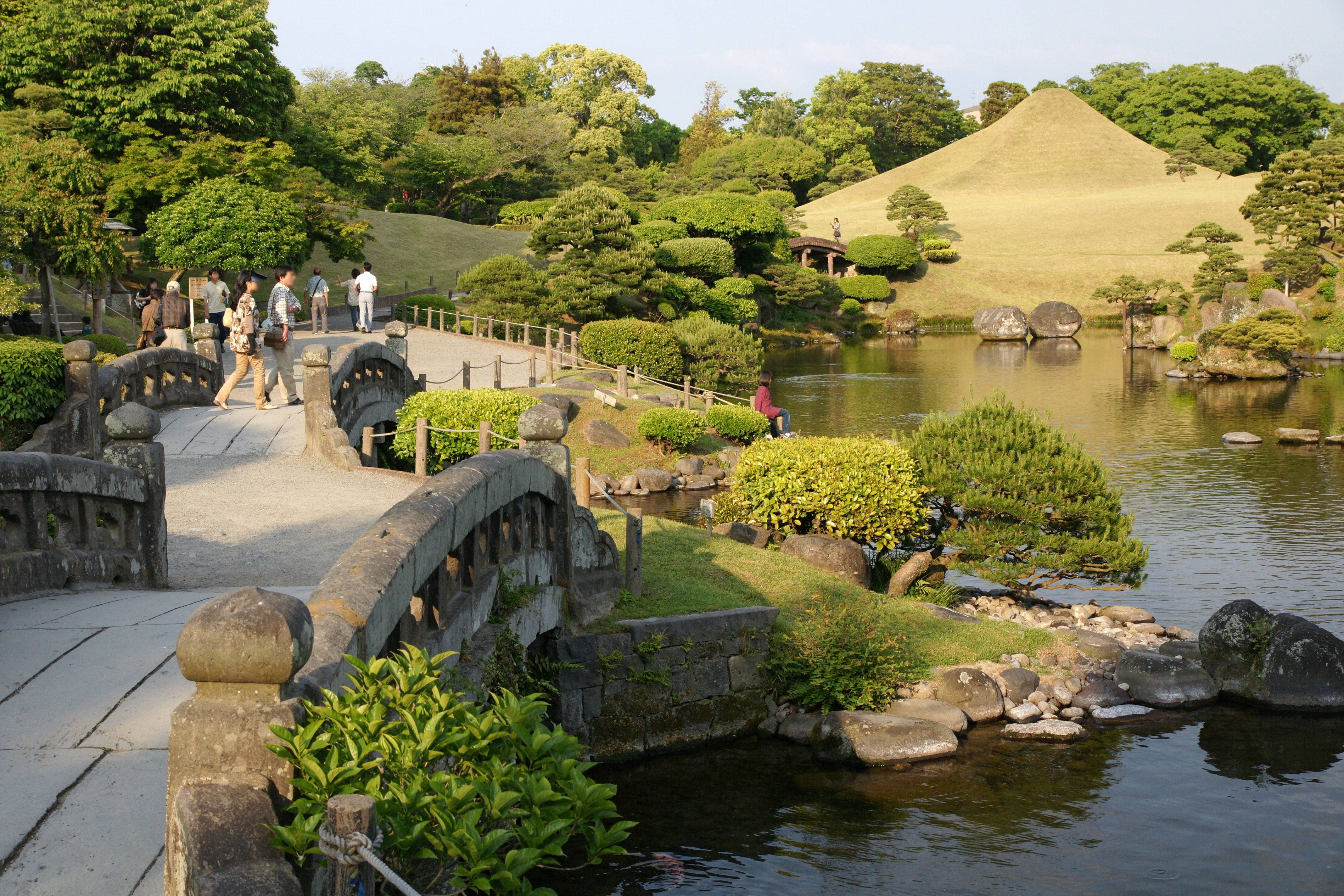
Blick zum „Fuji“

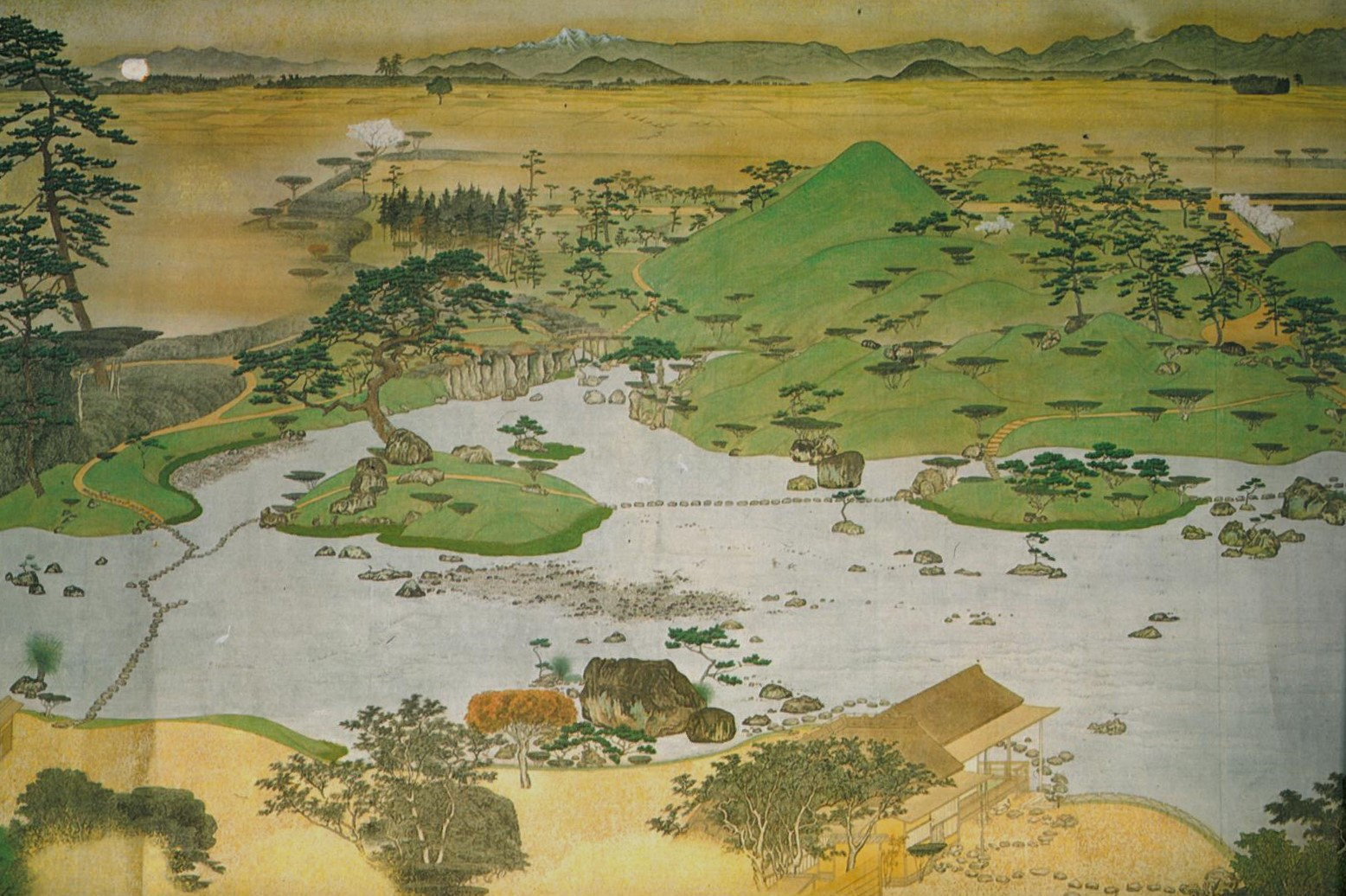
Teilansicht aus der Edo-Zeit

Suizenji-Park (japanisch 水前寺成趣園, Suizenji Jōjuen) ist ein Wandelgarten aus der Edo-Zeit in der Stadt Kumamoto, Japan.

## Der Park
Der Park wurde von Fürst Hosokawa Tadatoshi (細川 忠利; 1586–1641) im Jahre 1636 angelegt. Benannt ist er nach dem nicht mehr existierenden buddhistischen Tempel Suizen-ji. Der Park ist um einen großen Teich angelegt, an dessen Ostseite die 53 Stationen als Küstenstreifen dargestellt sind. Prominent ragt die Nachbildung des Fuji hervor, an dessen Hang Bäumchen Wolken darstellen. 

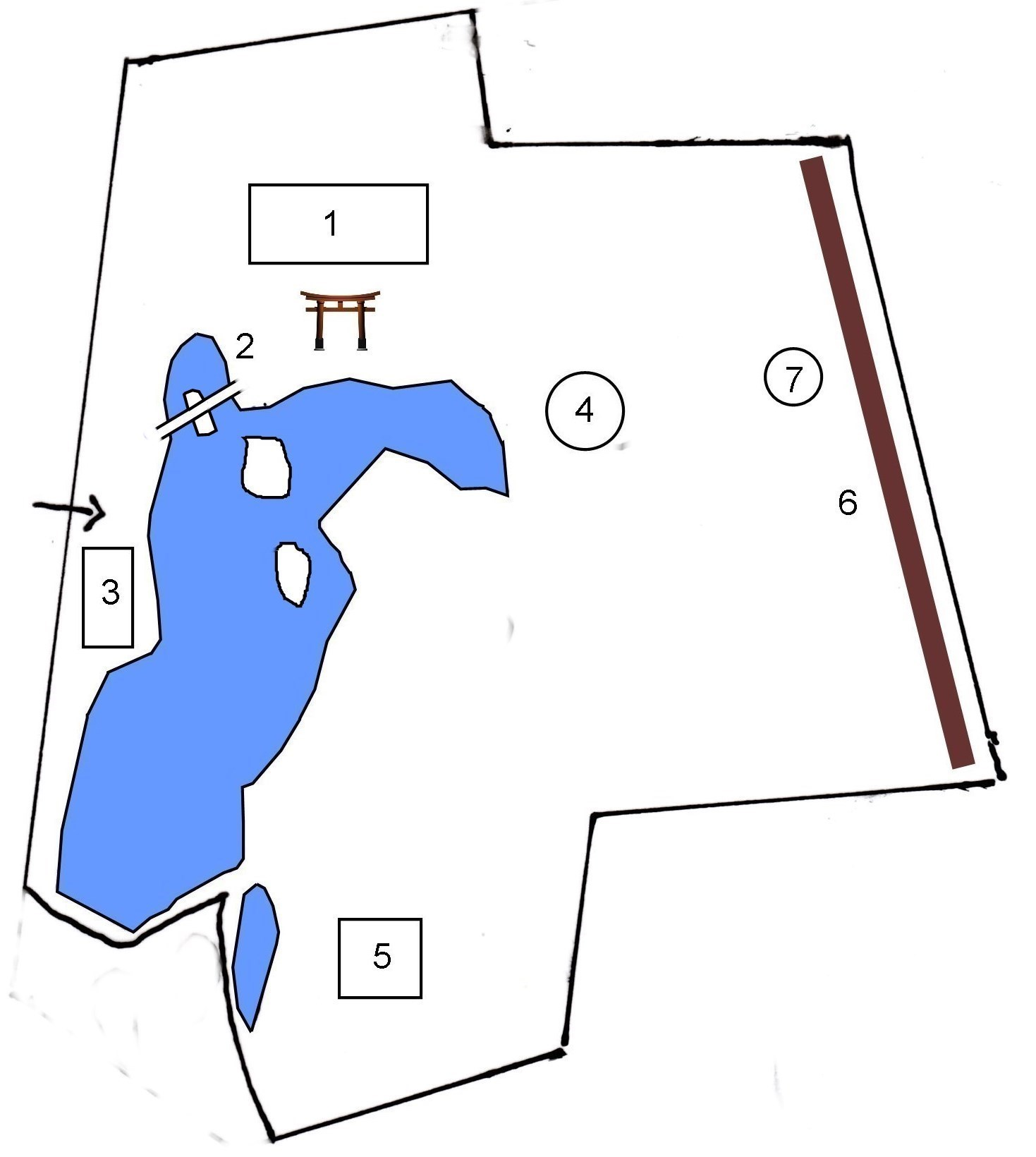
Plan des Suizenji-Parks

Im nebenstehenden Plan wird auf einige interessante Punkte hingewiesen:
1. Im Norden befindet sich der Izumi-Schrein (出水神社, Izumi-jinja) samt Torii, der in der Meiji-Zeit angelegt wurde.
2. Brunnen des „Wassers für ein langes Leben“ (長寿の水, chōju no mizu).
3. Im Westen befindet sich das große Teehaus Kokin-Denju-no-Ma (古今伝授の間). Es befand sich ursprünglich auf dem Gelände des Kaiserpalastes in Kyoto, wurde dann 1925 hierher verlegt.
4. Der Berg Fuji.
5. Nō-Bühne am Südrand des Parks.
6. Reitbahn. Im Frühjahr und Herbst wird Yabusame veranstaltet.
7. Denkmal des Hosokawa Tadatoshi.

Der Garten wurde 1929 vom Kultusministerium als landschaftlich schöner Ort (名勝) und historische Stätte (史跡, shiseki) ausgezeichnet.

## Galerie

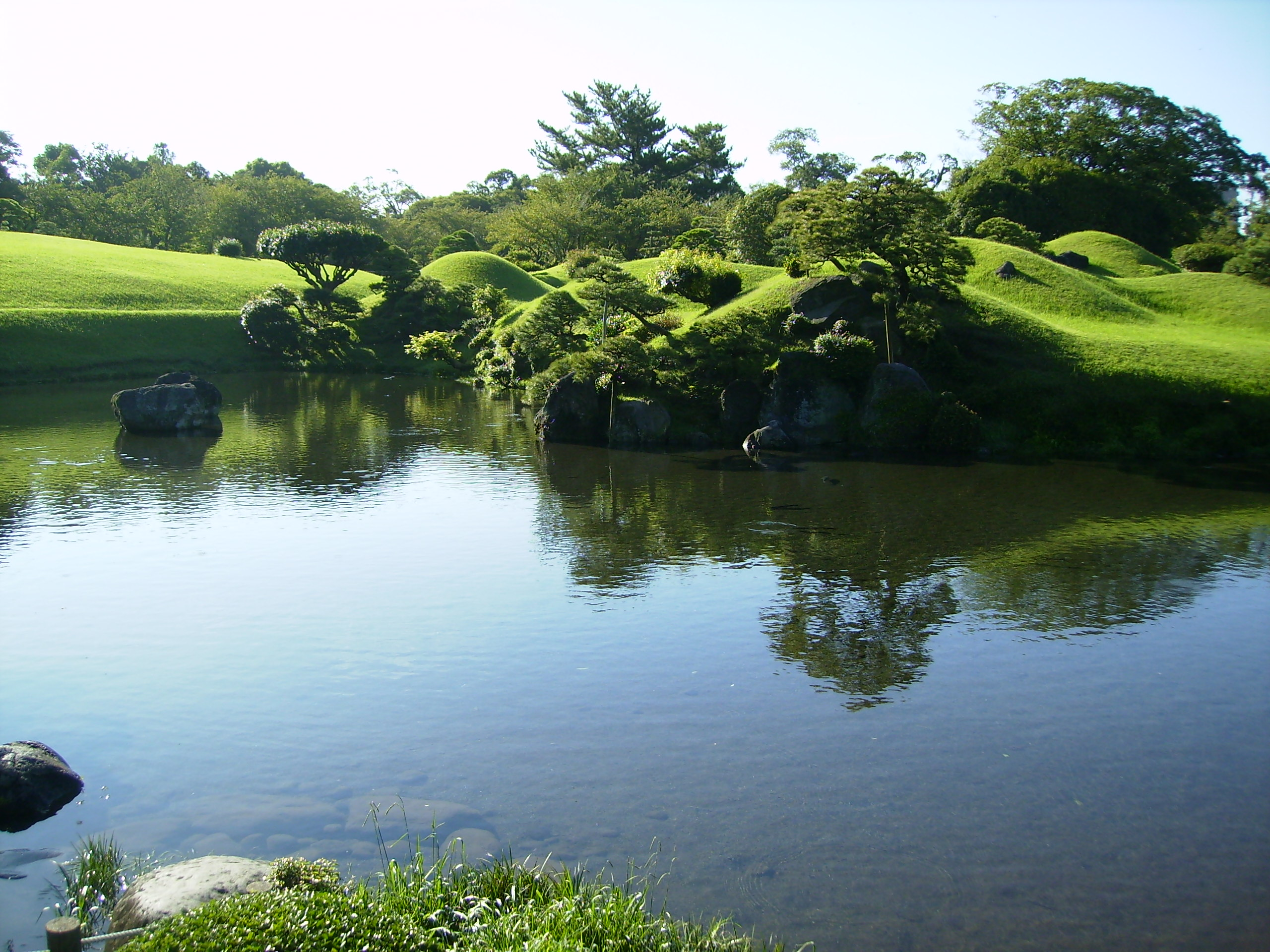
Der Teich
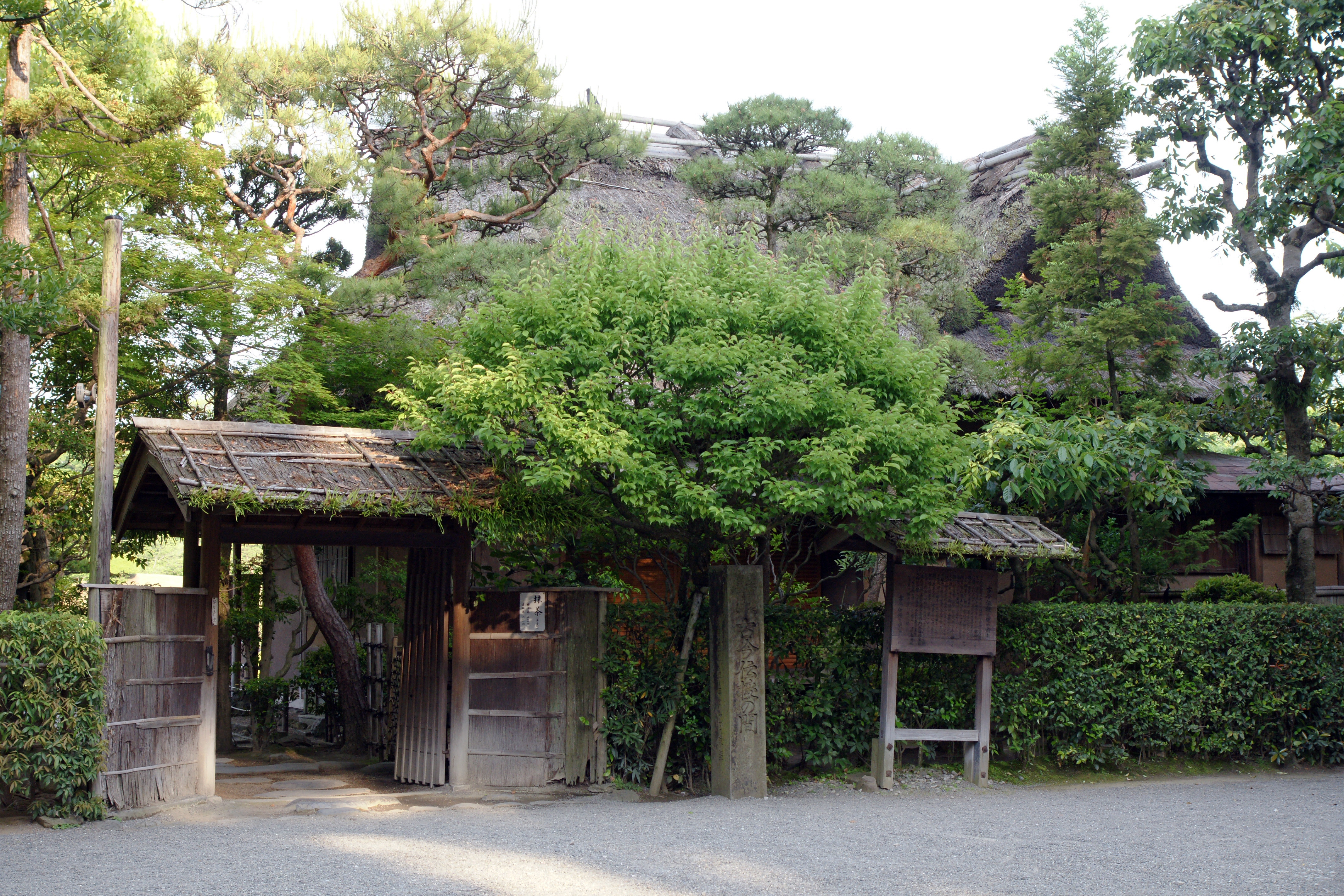
Das Teehaus Kokin-Denju-no-Ma
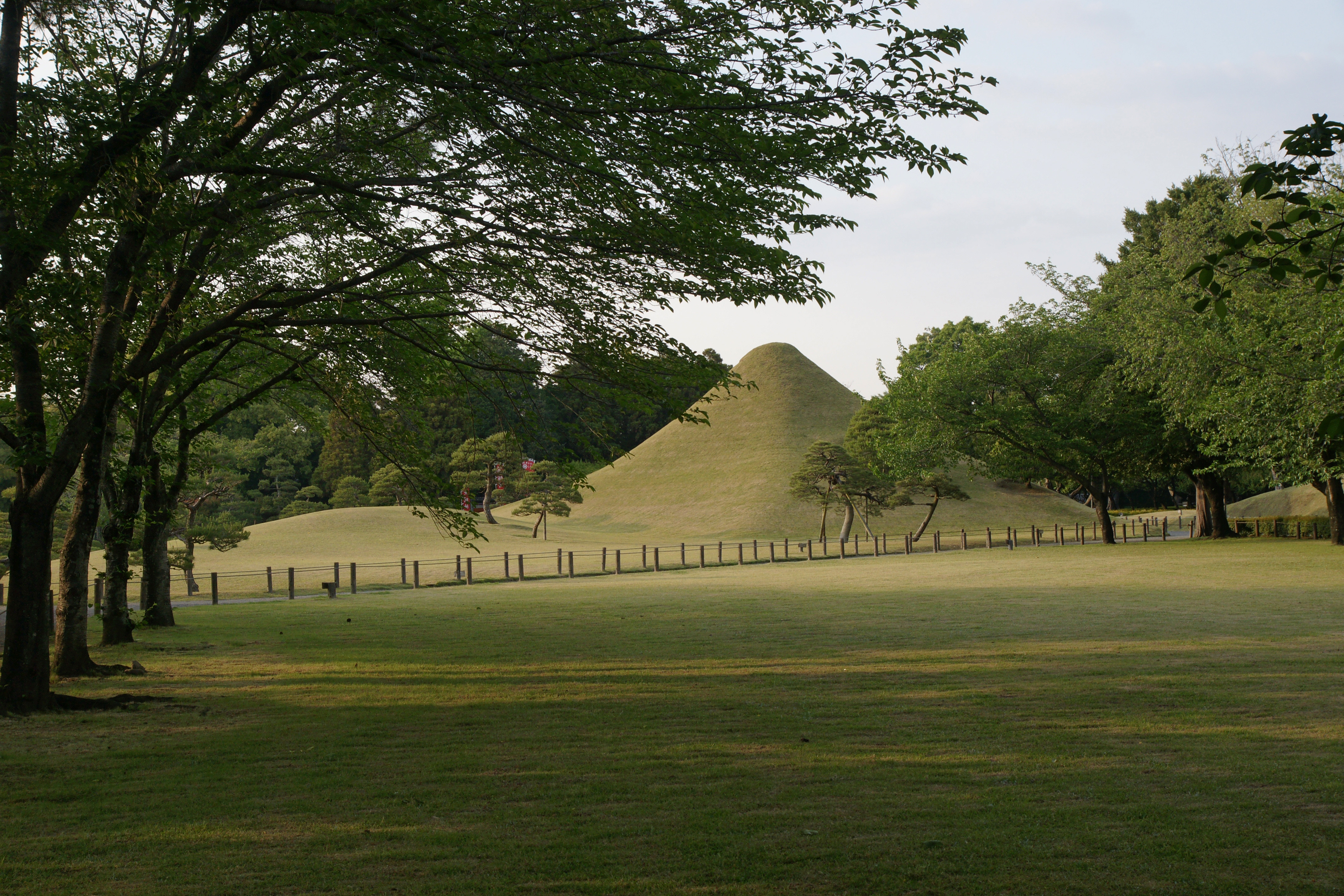
Hinter dem „Fuji“
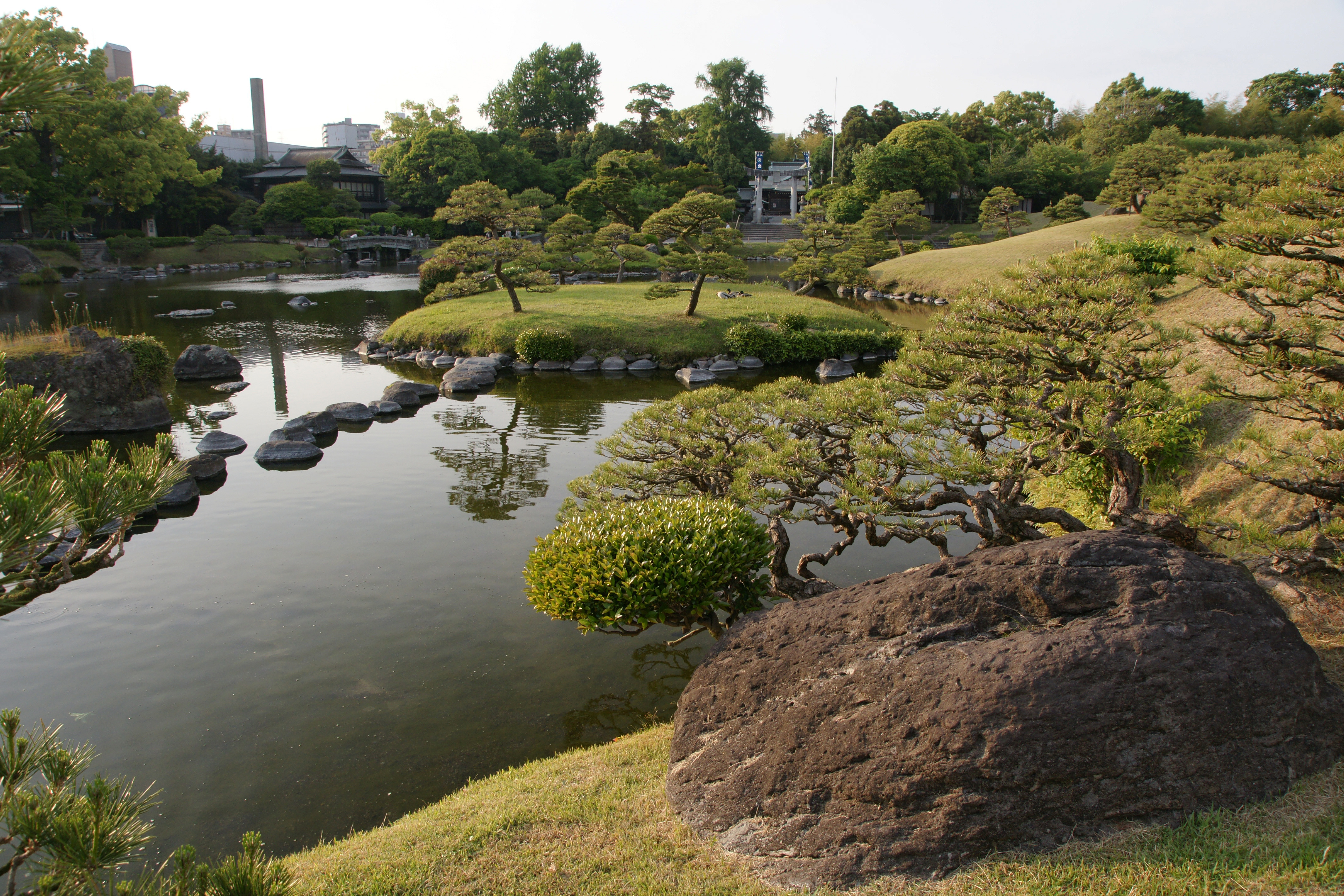
Blick über den Teich nach Norden.[Anm. 1]
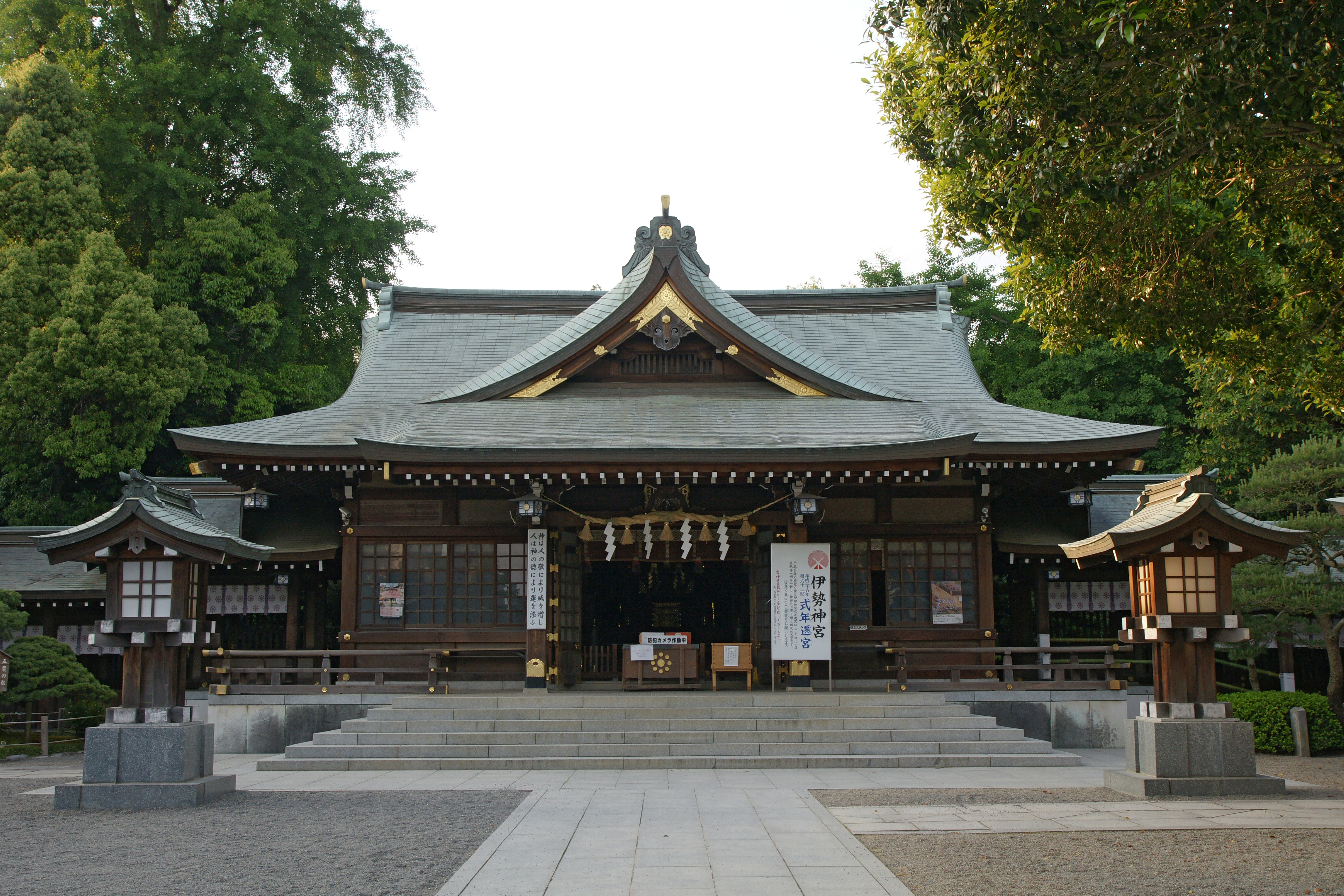
Izumi-Schrein
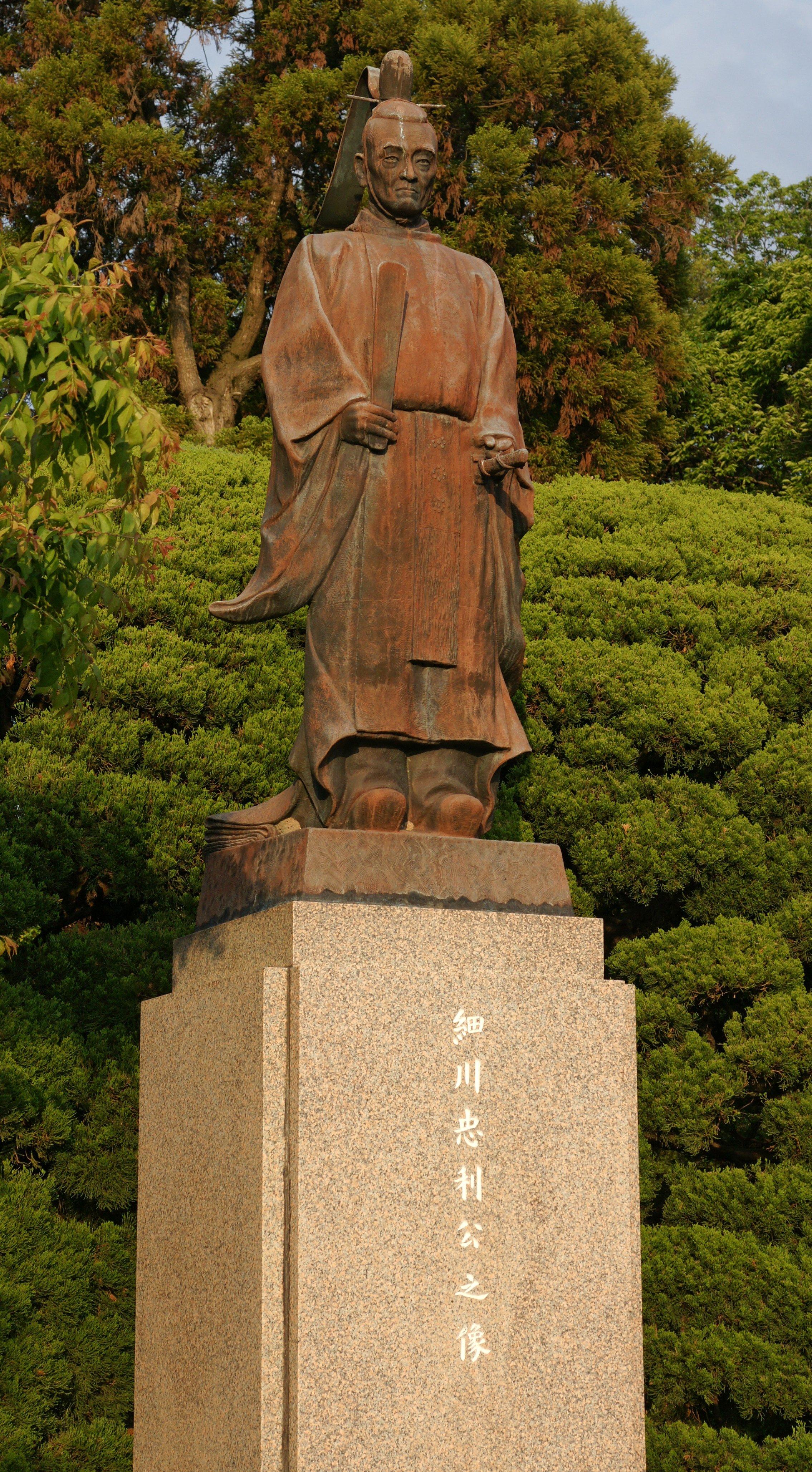
Statue des Hosokawa Tadanori